# Benjamin Westman (konstnär)
Benjamin Westman, född 1775, död 19 oktober 1801 i Stockholm, var en svensk tecknare, målare och konduktör vid Överintendentsämbetet. 
Westman var elev till Louis Jean Desprez men slutförde sin utbildning i Ryssland 1797–1798. Han var därefter verksam som konduktör vid Överintendentsämbetet och var vid sidan av sitt arbete verksam som konstnär. Han medverkade i akademiens utställningar 1794–1801 och belönades ett flertal gånger med andra medaljen. Westman finns representerad vid Nationalmuseum i Stockholm.